# Mosselbaai
Mosselbaai es una ciudad portuaria de unos 130 000 habitantes en la provincia Occidental del Cabo en la ruta de los jardines en Sudáfrica. Se trata de un importante centro turístico y de agricultura. Mosselbaai se encuentra a unos 400 kilómetros al este de la capital legislativa, Ciudad del Cabo (que es también la capital de la provincia Occidental del Cabo), y a 400 km al oeste de Puerto Elizabeth, la ciudad más grande en la provincia Oriental del Cabo. Las partes más antiguas de la ciudad se encuentran al norte de la península de Cabo de San Blas, mientras que los nuevos suburbios se sitúan en la península y se han extendido hacia el este a lo largo de la orilla de arena de la bahía.
La economía de la ciudad se basó, históricamente, en gran medida de la agricultura, la pesca y en su puerto comercial (el más pequeño de la Autoridad Portuaria Transnet de los puertos comerciales de Sudáfrica), hasta el descubrimiento en 1969 de yacimientos marinos de gas naturales, lo que condujo al desarrollo de la refinería de gas a líquidos, operado por PetroSa. El turismo es otro motor de la economía de Mosselbaai.

## Demografía
De acuerdo con el censo de 2011, la población de Mosselbaai (incluyendo los municipios adyacentes) es 59 031 personas. De esta población, el 40,9% eran mestizos, el 40,1% negros y el 17,6% blancos. El idioma mayoritario, hablado por un 81.47% de la población es el afrikáans.